# 玉井貴代志
玉井 貴代志（たまい きよし、旧名：玉井 冽、1944年11月24日 - ）は、日本の放送作家。大阪府出身。

## 人物
- 塚田茂に師事し放送作家としてデビュー。塚田茂が立ち上げた構成作家が所属するプロダクションスタッフ東京に所属していた。1992年に名前を「冽」から「貴代志」に改名した。以降現在まで多数のバラエティ番組・音楽番組の構成を手がけている。

## 現在の担当番組
- MUSIC FAIR（フジテレビ系）
- 初詣!爆笑ヒットパレード（フジテレビ系）
- 中居正広のプロ野球珍プレー好プレー大賞（フジテレビ系）
- こころ歌（BSスカパー）
- スカパー!音楽祭（BSスカパー、フジテレビ・作家）
- FULL CHORUS 〜音楽は、フルコーラス〜（BSスカパー）
- 昭和歌謡パレード（BSフジ・監修）

## 過去の担当番組

### 日本テレビ系
- 紅白歌のベストテン
- ハッチャキ!!マチャアキ
- マチャアキのシャカリキ大放送!!
- マチャアキのガンバレ9時まで!!
- 全日本オールスター選抜大運動会
- カックラキン大放送!!
- おはよう!こどもショー
- 時間だヨ!アイドル登場
- 24時間テレビ 「愛は地球を救う」
- 日本テレビ音楽祭
- ハイ!こちら音楽部
- ザ・トップテン
- 歌のトップテン
- 日曜お笑い劇場
- 歌のワイド90分
- ピンク百発百中
- ロバの耳そうじ
- M-STAGE
- AX MUSIC-TV
- ものまねバトル
- 音楽戦士 MUSIC FIGHTER

### TBS系
- 日本レコード大賞
- 日本有線大賞
- たのきん全力投球!
- 流行事情
- CDTV（スーパーバイザー）
- TBS新局舎完成記念特別番組 テレビ新世紀!感動の超有名人300人大集合

### フジテレビ系
- 夜のヒットスタジオ
- なるほど!ザ・ワールド
- FNS番組対抗!なるほど!ザ・春秋の祭典スペシャル
- 新春かくし芸大会
- 日本歌謡大賞
- FNS歌謡祭
- スターどっきり㊙報告
- オールスター水泳大会
- オールスター紅白大運動会
- オールスター雪の祭典
- ものまね王座決定戦（審査員を務めたこともある）
- 世界の超豪華・珍品料理
- プロ野球珍プレー・好プレー大賞
- FNS番組対抗NG大賞
- 27時間テレビ（1997年～2003年、2002年は構成）
- ママとあそぼう!ピンポンパン
- とびだせものまね大作戦
- ザ・サンデー -THE SUNDAY-
- とんねるずのみなさんのおかげです（端役で出演したこともある）
- ヒットパレード90's
- G-STAGE
- SOUND ARENA
- MJ -MUSIC JOURNAL-
- ハッピーバースデー!
- ネプリーグ
- 力の限りゴーゴゴー!!
- F2スマイル
- 少年隊夢
- おめでとう郷ひろみ・二谷友里恵結婚披露宴
- 独占!おめでとう!大関小錦結婚披露宴
- 爆笑レッドカーペット（監修）
- 爆笑レッドシアター（監修）
- 爆生レッドカーペット（監修）
- (株)世界衝撃映像社（監修）
- あなたの歌謡リクエスト（BSフジ・監修）

### テレビ朝日系
- グッドモーニング
- 郷ひろみの宴ターテイメント
- 加トちゃんケンちゃんスペシャル（監修）

### テレビ東京系
- ヤンヤン歌うスタジオ
- あぶない少年
- メガロポリス歌謡祭

## CD
- からくり銀座（玉井しのぶ名義。1991年）